# Фронгаузен
Фронгаузен (нім. Fronhausen) — громада в Німеччині, знаходиться в землі Гессен. Підпорядковується адміністративному округу Гіссен. Входить до складу району Марбург-Біденкопф.
Площа — 27,88 км2. Населення становить 4102 ос. (станом на 31 грудня 2020).